# Gatunda
Gatunda ist ein Sektor im Südwesten des Distrikts Nyagatare im Norden der Ostprovinz von Ruanda.

## Geographie
Der Sektor Gatunda hat eine Fläche von 52,1 km². Er setzt sich aus den sieben Zellen Cyagaju, Kabeza, Nyamikamba, Nyamirembe, Nyangara, Nyarurema und Rwensheke zusammen. Nachbarsektoren sind im Norden Karama, im Osten Rukomo, im Süden Mukama und im Westen Kiyombe.

## Bevölkerung
Nach Stand der Volkszählung von 2022 liegt die Einwohnerzahl bei 35.310. Zehn Jahre zuvor waren es 27.776, was einem jährlichen Bevölkerungszuwachs von 2,4 Prozent zwischen 2012 und 2022 entspricht.

## Verkehr
Durch den Norden des Sektors verläuft in Nordost-Südwest-Richtung eine Stand 2022 nicht asphaltierte District Road. Diese trifft im Westen bei Karama auf die Nationalstraße 22.